# Hokej na lodzie na Zimowym Olimpijskim Festiwalu Młodzieży Europy 2025
Mecze turnieju hokeja na lodzie na Zimowym Olimpijskim Festiwalu Młodzieży Europy 2025 odbywały się przez cały czas trwania imprezy od 6 do 16 lutego 2025. Spotkania były rozgrywane w hali Tbilisi Ice Arena. W turnieju wzięło udział po sześć reprezentacji dziewcząt i chłopców – łącznie 12 zespołów.

## Zestawienie medalistów
| Konkurencja       | Mistrz EYOF 2023 |            |           |          |
| ----------------- | ---------------- | ---------- | --------- | -------- |
| Turniej dziewcząt | Czechy           | Czechy     | Finlandia | Słowacja |
| Turniej chłopców  | Szwajcaria       | Szwajcaria | Słowacja  | Czechy   |

## Klasyfikacja medalowa
*   Gospodarz ( Gruzja)
| Miejsce | Reprezentacja | Złoto | Srebro | Brąz | Razem |
| ------- | ------------- | ----- | ------ | ---- | ----- |
| 1       | Czechy        | 1     | 0      | 1    | 2     |
| 2       | Szwajcaria    | 1     | 0      | 0    | 1     |
| 3       | Słowacja      | 0     | 1      | 1    | 2     |
| 4       | Finlandia     | 0     | 1      | 0    | 1     |
| Razem   | Razem         | 2     | 2      | 2    | 6     |